# Scott Neville
Scott Neville (* 11. Januar 1989 in Devon, England) ist ein australischer Fußballspieler.

## Karriere

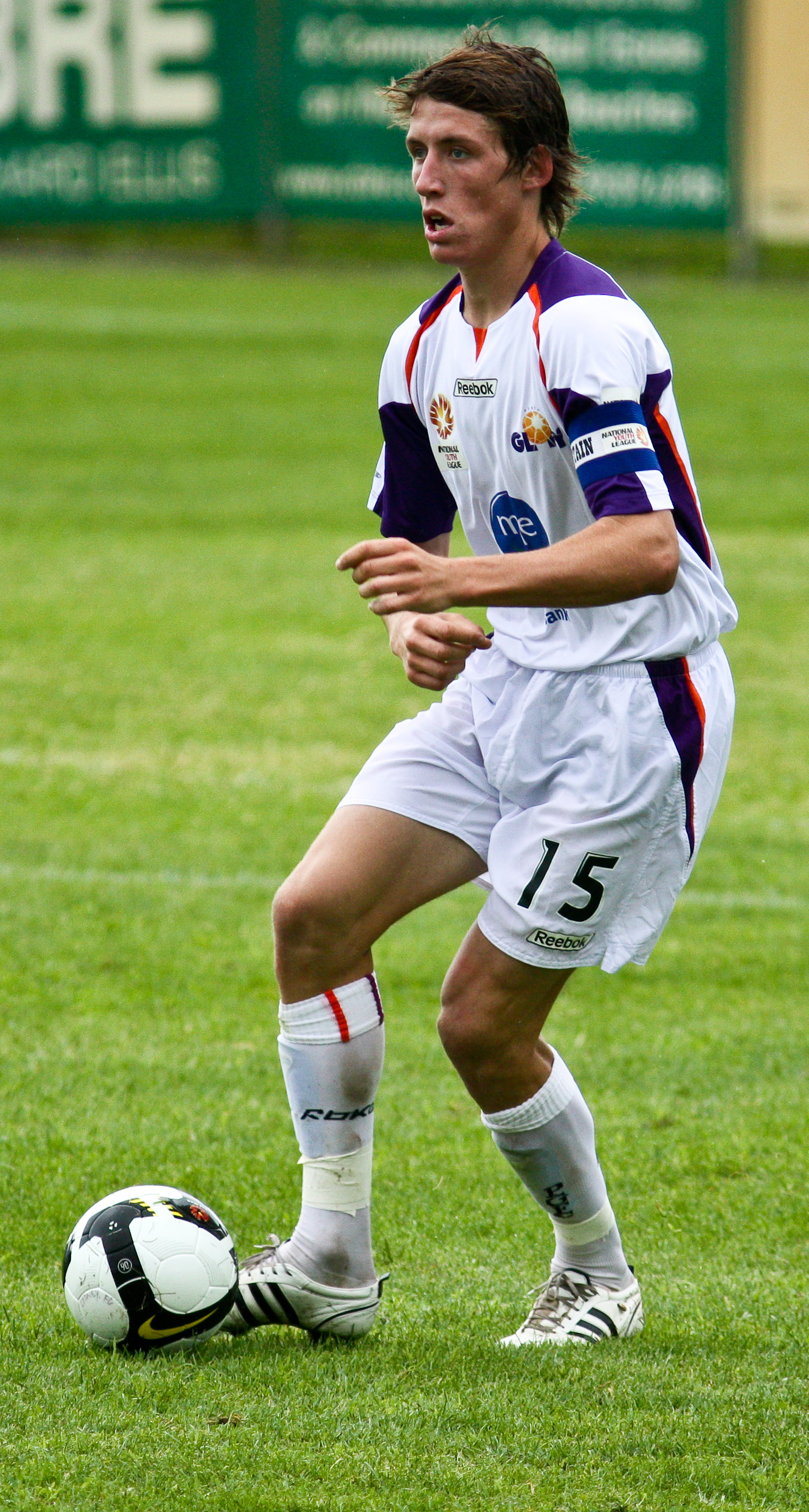
Neville im Trikot von Perth Glory (2008)

Scott Neville wurde 1989 als Sohn des Fußballprofis Steve Neville in der englischen Grafschaft Devon geboren, zog mit seiner Familie aber im Alter von neun Jahren nach Australien. Dort spielte er in der Jugend des Sorrento FC aus der westaustralischen Metropole Perth und machte auch schon bald auf Bundesstaatsebene auf sich aufmerksam. Die Nachwuchsteams von Western Australia repräsentierte er in den Altersklassen U-13, U-14 und U-16 und war 2006 Teil des provisorischen National Training Centres.
2006 rückte er in den Erwachsenenbereich auf und gewann mit Sorrento 2006 und 2008 die Meisterschaft der Western Australia Premier League, der höchsten Spielklasse des Bundesstaates. Mitte 2008 wechselte Neville in das für die National Youth League neu geschaffene Nachwuchsteam von Perth Glory. Die Saison über regelmäßig in der Jugendliga im Einsatz, berief David Mitchell, der Trainer des Profiteams, Neville erstmals für das Auswärtsspiel am 31. Dezember 2008 gegen die Central Coast Mariners in die Profimannschaft. Dort kam Neville per Einwechslung zu seinem A-League-Debüt und stand an den folgenden letzten drei Spieltagen jeweils in der Startaufstellung. Am Saisonende wurde Neville vereinsintern als bester Jugendspieler mit der Auszeichnung Most Glorious Youth Player geehrt und zur Saison 2009/10 neben Andrija Jukic, Anthony Skorich, Howard Fondyke und Brent Griffiths als einer von fünf Spielern aus dem Jugendteam mit einem Profivertrag ausgestattet.
Neville fand sich umgehend mit den höheren Anforderungen der Profiliga zurecht und stach insbesondere mit seiner Lernbegierigkeit hervor. Über weite Teile der Saison gehörte er als Rechtsverteidiger an der Seite von Chris Coyne, Jamie Coyne, Andy Todd und Naum Sekulovski zur Abwehrformation, als dem Klub erstmals die Qualifikation für die Meisterschafts-Play-offs gelang. In der 1. Runde der Play-offs traf Neville gegen Wellington Phoenix zum 1:1-Ausgleich, Perth Glory schied allerdings nach Elfmeterschießen aus.
Im Hinblick auf die Qualifikation für die Olympischen Sommerspiele 2012 wurde Neville im September 2010 von U-23-Nationaltrainer Aurelio Vidmar für ein Vier-Nationen-Turnier im vietnamesischen Hanoi in die australische Olympiaauswahl berufen und kam in allen drei Turnierpartien zum Einsatz.